# Aleksandra Kostenjuk
Aleksandra Konstantinovna Kostenjuk (rusko Александра Константиновна Костенюк), ruska šahistka, * 23. april 1984, Perm, Rusija.
Aleksandra je ženska šahovska velemojstrica in velemojstrica v moški konkurenci, z 2503 ratinga FIDE je štirinajsta na ženski lestvici FIDE (marec 2011).
Šah se je naučila igrati pri petih letih. Leta 1994 je osvojila dekleta pod 10. divizijo Evropskega mladinskega šahovskega prvenstva, leta 1996 pa je osvojila dekleta pod 12. naslovom tako na Evropskem mladinskem prvenstvu in World Youth Chess Championships. Pri dvanajstih letih je postala tudi ruska prvakinja v hitrem šahu.
Kosteniukova se je naučila igrati šah pri petih letih, učil jo je njen oče. Leta 1994 je osvojila dekleta pod 10. divizijo Evropskega mladinskega šahovskega prvenstva, leta 1996 pa je osvojila dekleta pod 12. naslovom tako na Evropskem mladinskem prvenstvu in na World Youth Chess Championships. V dvanajstih letih je postala tudi ruska prvakinja v hitrem šahu. Leta 2001, ko je bila stara 17 let, je dosegla finale svetovnega šahovskega prvenstva žensk, kjer jo je premagal Zhu Chen. Tri leta kasneje je postala evropska ženska prvakinja z zmago na turnirju v Dresdnu v Nemčiji. 
uNovembra 2004 je prejela naziv Grandmaster International in je s tem postala deseta ženska, ki je prejela najvišji naziv Svetovne šahovske zveze (FIDE). Pred tem je leta 1998 pridobila tudi naziv Grandmaster Woman in International Master leta 2000. Leta 2005 in 2016 je osvojila žensko prvenstvo Rusije. Avgusta 2006 je postala prva ženska svetovna prvakinja v Chess960, potem ko jo je premagala najboljša ženska igralka Nemčije, Elisabeth Pähtz. Leta 2008 je ta naslov uspešno zagovarjala s Kateryno Lahno. Kljub temu je njen največji uspeh doslej to, da je osvojila žensko svetovno prvenstvo v šahu leta 2008, ko je v finalu premagala mladega kitajca Hou Yifana. Kasneje istega leta je v Pekingu osvojila ženski individualni blitz dogodek na svetovnih športnih igrah v svetovnem merilu leta 2008. Na ženskem svetovnem prvenstvu v šahu 2010 je bila v tretjem krogu izključena in tako izgubila naslov.
Leta 2014 je vezala na prvo mesto s Kateryno Lagno v ženskem Svetovnem hitrem prvenstvu, ki je potekalo v Hanty-Mansiysku in osvojila srebrno medaljo na tiebreaku. Leta 2015 je Kosteniukova osvojila žensko hitrostno prvenstvo Evrope v regiji AKP v Kutaisiju. Leta 2017 je osvojila evropsko prvenstvo ACP Women's Blitz v Monte Carlu.
ŽIVLJENJE
Kosteniukova se je rodila v Permu leta 1985. Ima mlajšo sestro z imenom Oksana, ki je šahovska igralka FIDE Master.

Kosteniukova ima dvojno švicarsko-rusko državljanstvo. Poročila se je s švicarjem Diego Garcesom, ki je kolumbijec. 22. aprila 2007 je rodila hčerko Francesco Maria. Leta 2015 se je Kosteniukova poročila z ruskim velemestnikom Pavlom Tregubovim.
| Predhodnik: Xu Yuhua | Svetovna šahovska prvakinja 2008–2010 | Naslednik: Hou Yifan |